# Иностранные специалисты в Японии эпохи Мэйдзи
Иностранные специалисты, известные в Японии как О-ятой гайкокудзин (кюдзитай御雇い外國人, синдзитай 御雇い外国人) нанимались японским правительством времён Мэйдзи для поддержки при проведении модернизации страны.
Общее количество иностранных специалистов превышало 2000, и, вероятно, достигало 3000 (ещё тысяча была занята в частном секторе). До 1899 года более 800 нанятых иностранных специалистов продолжали работать в правительстве, а многие другие были наняты в частном порядке. Их занятия были разными: от государственных советников с высоким окладом, университетских профессоров и инструкторов до обычных технических специалистов.
Ещё до реставрации Мэйдзи правительство сёгуната Токугава наняло немецкого дипломата Филиппа Франца фон Зибольда в качестве дипломатического советника; голландского морского инженера Хендрика Хардеса для арсенала в Сасебо; Виллема Йохана Корнелиса Риддера Хейссена ван Каттендийке для Учебного центра флота в Нагасаки; французского военно-морского инженера Франсуа Леонса Верни для арсенала в Йокосуке; гражданского инженера из Шотландии Ричарда Генри Брантона. Большинство О-ятой были назначены с одобрения правительства с контрактом на два или три года и добросовестно исполняли свои обязанности в Японии, за исключением некоторых случаев.
Главной целью найма иностранных специалистов было получение западных технологий, также они должны были подготовить местных специалистов, которые владели бы необходимыми знаниями для эксплуатации этих технологий и их совершенствования. Поэтому молодые японцы постепенно занимали должности иностранцев после того, как они получали образование западного образца в Японии или за границей. Кроме специалистов по техническим дисциплинам было приглашено немало гуманитариев, которые должны были обучать иностранным языкам и дать широкое представление о западной культуре. Некоторые приглашённые специалисты параллельно занимались миссионерством.
Более половины специалистов происходили из англосаксонских стран. В списке за март 1872 названо 214 человек, из них 119 британцев, 50 французов, 16 американцев, 9 китайцев и 8 выходцев из Пруссии. Примерно такое распределение по странам происхождения сохранялось и в последующие годы. За период с 1868 до 1889 года в японском правительстве были досье на 2690 иностранных специалистов, среди которых: 1127 британцев, 414 американцев, 333 французов, 250 китайцев, 215 немцев и 99 голландцев.
Иностранные специалисты получали высокую зарплату: в 1874 году их число составляло 520 человек, и тогда их зарплата составила 2272 миллиона иен, или 33,7 процента годового национального бюджета. Система заработной платы была эквивалентна Британской Индии, например, главный инженер Общественных работ Британской Индии получал 2500 рупий в месяц, что было почти столько же, сколько и 1000 иен, зарплата Томаса Уильяма Киндера, суперинтенданта Монетного двора Японии в 1870 году. Для сравнения, зарплата премьер-министра Японии составляла всего 800 иен.
Несмотря на роль, которую они сыграли в модернизации Японии, японское правительство не считало разумным, чтобы иностранные специалисты поселялись в Японии на постоянной основе. После расторжения контракта большинство из них вернулось в свои страны, за исключением некоторых, таких как Джосайя Кондер, Лафкадио Херн и Уильям Киннинмонд Бёртон.
Наём иностранных специалистов был официально прекращён в 1899 году. Впрочем, некоторое количество иностранцев и по сей день работают в Японии.

## Известные иностранные специалисты в Японии

### Специалисты в области сельского хозяйства
- Макс Феска
- Оскар Кельнер
- Оскар Лёв
- Уильям Смит Брукс
- Уильям Смит Кларк
- Эдвин Дан

### Врачи
- Генрих Бото Шойбе
- Иоганн Людвиг Янсон
- Эрвин Бельц
- Юлиус Скриба

### Юристы, экономисты и управленцы
- Александр Алан Шэнд
- Альберт Моссе
- Генри Уиллард Дэнисон
- Генрих Вентиг
- Георг Михаэлис
- Герман Рёслер
- Горацио Нельсон Лэй
- Гюстав Буассонад
- Жорж Аппер
- Жорж Илер Буске
- Карл Ратген
- Оттфрид Ниппольд

### Военные
- Арчибалд Люциус Дуглас
- Генри Спенсер Пальмер
- Генри Уолтон Гриннелл
- Джеймс Роберт Уоссон
- Дуглас Кассель
- Жюль Брюне
- Леонс Верни
- Хосе Луис Сеасеро Ингуансо
- Чарльз Дикинсон Уэст
- Якоб Меккель

### Инженеры
- Александр Маквиин Колин
- Альберт Фавре Дзанути
- Антони Рауэнхорст Мюлдер
- Вильгельм Бёкманн
- Генри Дайер
- Генри Шарбау
- Герман Энде
- Джеймс Фавр-Брандт
- Джон Годфри
- Джон Милн
- Джон Александр Лоу Уодделл
- Джосайя Кондер
- Джордж Арнольд Эшер
- Жан Франсиск Куанье
- Иоханн Рейк
- Ричард Генри Брантон
- Томас Джеймс Уотерс
- Уильям Гоуленд
- Уильям Киннинмонд Бёртон
- Франсуа Перрго
- Хорас Кэпрон
- Шарль Альфред Шастель де Буанвилль
- Эдмунд Морел

### Музыканты и художники
- Антонио Фонтанези
- Виченцо Рагуза
- Джон Фентон
- Лютер Уайтинг Мейсон
- Рудольф Диттрих
- Франц фон Эккерт
- Эдоардо Киоссоне
- Эрнест Феноллоза

### Учёные-гуманитарии
- Бэзил Холл Чемберлен
- Виктор Хольц
- Джеймс Саммерс
- Дэвид Мюррей
- Лерой Лансинг Джейнс
- Лафкадио Херн
- Людвиг Рисс
- Марион Маккарелл Скотт
- Рафаэль фон Кёбер
- Эдвард Брамвелл Кларк
- Элис Мейбл Бэкон

## Христианские миссионеры
- Гвидо Вербек
- Уильям Эллиот Гриффис
- Хорас Уилсон

### Прочие
- Кэндзи Сеасеро Курода
- Фрэнсис Бринкли
- Оттмар фон Моль